# 2010-es Formula–1 német nagydíj
A német nagydíj volt a 2010-es Formula–1 világbajnokság tizenegyedik futama, 2010. július 23. és július 25. között rendezték meg a németországi Hockenheimringen.

## Szabadedzések

### Első szabadedzés
A német nagydíj első szabadedzését július 23-án, pénteken tartották, közép-európai idő szerint 10:00 és 11:30 óra között.
| Helyezés | Versenyző          | Csapat/Motor         | Elért idő | Különbség | Futott kör |
| -------- | ------------------ | -------------------- | --------- | --------- | ---------- |
| 1        | Adrian Sutil       | Force India-Mercedes | 1:25,701  | −         | 20         |
| 2        | Felipe Massa       | Ferrari              | 1:26,850  | + 1,149   | 27         |
| 3        | Jenson Button      | McLaren-Mercedes     | 1:26,936  | + 1,235   | 16         |
| 4        | Rubens Barrichello | Williams-Cosworth    | 1:26,947  | + 1,246   | 21         |
| 5        | Vitalij Petrov     | Renault              | 1:26,948  | + 1,247   | 21         |
| 6        | Nico Rosberg       | Mercedes             | 1:27,448  | + 1,747   | 20         |
| 7        | Sébastien Buemi    | Toro Rosso-Ferrari   | 1:28,114  | + 2,413   | 31         |
| 8        | Nico Hülkenberg    | Williams-Cosworth    | 1:28,193  | + 2,492   | 24         |
| 9        | Vitantonio Liuzzi  | Force India-Mercedes | 1:28,300  | + 2,599   | 19         |
| 10       | Pedro de la Rosa   | Sauber-Ferrari       | 1:28,486  | + 2,785   | 23         |
| 11       | Sebastian Vettel   | Red Bull-Renault     | 1:28,735  | + 3,034   | 21         |
| 12       | Timo Glock         | Virgin-Cosworth      | 1:28,735  | + 3,034   | 21         |
| 13       | Robert Kubica      | Renault              | 1:28,903  | + 3,202   | 20         |
| 14       | Mark Webber        | Red Bull-Renault     | 1:29,048  | + 3,347   | 13         |
| 15       | Jarno Trulli       | Lotus-Cosworth       | 1:29,280  | + 3,579   | 17         |
| 16       | Jaime Alguersuari  | Toro Rosso-Ferrari   | 1:29,366  | + 3,665   | 34         |
| 17       | Lewis Hamilton     | McLaren-Mercedes     | 1:29,429  | + 3,728   | 8          |
| 18       | Lucas di Grassi    | Virgin-Cosworth      | 1:29,500  | + 3,799   | 19         |
| 19       | Fernando Alonso    | Ferrari              | 1:29,684  | + 3,983   | 15         |
| 20       | Kobajasi Kamui     | Sauber-Ferrari       | 1:29,690  | + 3,989   | 17         |
| 21       | Fairuz Fauzy       | Lotus-Cosworth       | 1:30,938  | + 5,237   | 27         |
| 22       | Bruno Senna        | HRT-Cosworth         | 1:31,720  | + 6,019   | 23         |
| 23       | Michael Schumacher | Mercedes             | 1:32,450  | + 6,749   | 13         |
| 24       | Jamamoto Szakon    | HRT-Cosworth         | 1:32,791  | + 7,090   | 26         |

### Második szabadedzés
A német nagydíj pénteki második szabadedzését július 23-án, pénteken délután tartották, közép-európai idő szerint 14:00 és 15:30 óra között.
| Helyezés | Versenyző          | Csapat/Motor         | Elért idő | Különbség | Futott kör |
| -------- | ------------------ | -------------------- | --------- | --------- | ---------- |
| 1        | Fernando Alonso    | Ferrari              | 1:16,265  | −         | 35         |
| 2        | Sebastian Vettel   | Red Bull-Renault     | 1:16,294  | + 0,029   | 26         |
| 3        | Felipe Massa       | Ferrari              | 1:16,438  | + 0,173   | 37         |
| 4        | Mark Webber        | Red Bull-Renault     | 1:16,585  | + 0,320   | 40         |
| 5        | Nico Rosberg       | Mercedes             | 1:16,827  | + 0,562   | 32         |
| 6        | Michael Schumacher | Mercedes             | 1:16,971  | + 0,706   | 20         |
| 7        | Lewis Hamilton     | McLaren-Mercedes     | 1:17,004  | + 0,739   | 10         |
| 8        | Robert Kubica      | Renault              | 1:17,009  | + 0,744   | 37         |
| 9        | Rubens Barrichello | Williams-Cosworth    | 1:17,056  | + 0,791   | 37         |
| 10       | Nico Hülkenberg    | Williams-Cosworth    | 1:17,204  | + 0,939   | 44         |
| 11       | Kobajasi Kamui     | Sauber-Ferrari       | 1:17,336  | + 1,071   | 44         |
| 12       | Vitalij Petrov     | Renault              | 1:17,547  | + 1,282   | 35         |
| 13       | Pedro de la Rosa   | Sauber-Ferrari       | 1:17,573  | + 1,308   | 39         |
| 14       | Adrian Sutil       | Force India-Mercedes | 1:17,701  | + 1,436   | 38         |
| 15       | Jenson Button      | McLaren-Mercedes     | 1:17,739  | + 1,474   | 36         |
| 16       | Vitantonio Liuzzi  | Force India-Mercedes | 1:17,871  | + 1,606   | 33         |
| 17       | Sébastien Buemi    | Toro Rosso-Ferrari   | 1:18,147  | + 1,882   | 45         |
| 18       | Jaime Alguersuari  | Toro Rosso-Ferrari   | 1:19,327  | + 3,062   | 48         |
| 19       | Timo Glock         | Virgin-Cosworth      | 1:19,553  | + 3,288   | 30         |
| 20       | Jarno Trulli       | Lotus-Cosworth       | 1:20,008  | + 3,743   | 34         |
| 21       | Lucas di Grassi    | Virgin-Cosworth      | 1:20,106  | + 3,841   | 31         |
| 22       | Heikki Kovalainen  | Lotus-Cosworth       | 1:20,377  | + 4,112   | 37         |
| 23       | Bruno Senna        | HRT-Cosworth         | 1:21,988  | + 5,723   | 37         |
| 24       | Jamamoto Szakon    | HRT-Cosworth         | 1:23,066  | + 6,801   | 37         |

### Harmadik szabadedzés
A német nagydíj harmadik szabadedzését július 24-én, szombat délelőtt, közép-európai idő szerint 11:00 és 12:00 óra között tartották.
| Helyezés | Versenyző          | Csapat/Motor         | Elért idő | Különbség | Futott kör |
| -------- | ------------------ | -------------------- | --------- | --------- | ---------- |
| 1        | Sebastian Vettel   | Red Bull-Renault     | 1:15,103  | −         | 18         |
| 2        | Fernando Alonso    | Ferrari              | 1:15,387  | + 0,284   | 21         |
| 3        | Mark Webber        | Red Bull-Renault     | 1:15,708  | + 0,605   | 16         |
| 4        | Felipe Massa       | Ferrari              | 1:15,854  | + 0,751   | 20         |
| 5        | Nico Rosberg       | Mercedes             | 1:16,046  | + 0,943   | 20         |
| 6        | Lewis Hamilton     | McLaren-Mercedes     | 1:16,207  | + 1,104   | 13         |
| 7        | Michael Schumacher | Mercedes             | 1:16,473  | + 1,370   | 16         |
| 8        | Rubens Barrichello | Williams-Cosworth    | 1:16,481  | + 1,378   | 23         |
| 9        | Robert Kubica      | Renault              | 1:16,646  | + 1,543   | 20         |
| 10       | Nico Hülkenberg    | Williams-Cosworth    | 1:16,743  | + 1,640   | 17         |
| 11       | Kobajasi Kamui     | Sauber-Ferrari       | 1:16,882  | + 1,779   | 19         |
| 12       | Sébastien Buemi    | Toro Rosso-Ferrari   | 1:16,990  | + 1,887   | 21         |
| 13       | Jenson Button      | McLaren-Mercedes     | 1:17,037  | + 1,934   | 15         |
| 14       | Vitalij Petrov     | Renault              | 1:17,148  | + 2,045   | 20         |
| 15       | Pedro de la Rosa   | Sauber-Ferrari       | 1:17,220  | + 2,117   | 19         |
| 16       | Jaime Alguersuari  | Toro Rosso-Ferrari   | 1:17,341  | + 2,238   | 21         |
| 17       | Vitantonio Liuzzi  | Force India-Mercedes | 1:17,538  | + 2,435   | 22         |
| 18       | Heikki Kovalainen  | Lotus-Cosworth       | 1:19,193  | + 4,090   | 11         |
| 19       | Jarno Trulli       | Lotus-Cosworth       | 1:19,607  | + 4,504   | 10         |
| 20       | Bruno Senna        | HRT-Cosworth         | 1:20,533  | + 5,430   | 9          |
| 21       | Jamamoto Szakon    | HRT-Cosworth         | 1:21,538  | + 6,435   | 14         |
| 22       | Lucas di Grassi    | Virgin-Cosworth      | 1:23,444  | + 8,341   | 10         |
| 23       | Timo Glock         | Virgin-Cosworth      | 1:23,873  | + 8,770   | 7          |
| 24       | Adrian Sutil       | Force India-Mercedes |           |           | 2          |

## Időmérő edzés
A német nagydíj időmérő edzését július 24-én, szombaton, közép-európai idő szerint 14:00 és 15:00 óra között tartották.
| Helyezés | Versenyző          | Csapat/Motor         | 1. rész    | 2. rész  | 3. rész  |
| -------- | ------------------ | -------------------- | ---------- | -------- | -------- |
| 1        | Sebastian Vettel   | Red Bull-Renault     | 1:15.152   | 1:14.249 | 1:13.791 |
| 2        | Fernando Alonso    | Ferrari              | 1:14.808   | 1:14.081 | 1:13.793 |
| 3        | Felipe Massa       | Ferrari              | 1:15.216   | 1:14.478 | 1:14.290 |
| 4        | Mark Webber        | Red Bull-Renault     | 1:15.334   | 1:14.340 | 1:14.347 |
| 5        | Jenson Button      | McLaren-Mercedes     | 1:15.823   | 1:14.716 | 1:14.427 |
| 6        | Lewis Hamilton     | McLaren-Mercedes     | 1:15.505   | 1:14.488 | 1:14.566 |
| 7        | Robert Kubica      | Renault              | 1:15.736   | 1:14.835 | 1:15.079 |
| 8        | Rubens Barrichello | Williams-Cosworth    | 1:16.398   | 1:14.698 | 1:15.109 |
| 9        | Nico Rosberg       | Mercedes             | 1:16.178   | 1:15.018 | 1:15.179 |
| 10       | Nico Hülkenberg    | Williams-Cosworth    | 1:16.387   | 1:14.943 | 1:15.339 |
| 11       | Michael Schumacher | Mercedes             | 1:16.084   | 1:15.026 |          |
| 12       | Kobajasi Kamui     | Sauber-Ferrari       | 1:15.951   | 1:15.084 |          |
| 13       | Vitalij Petrov     | Renault              | 1:16.521   | 1:15.307 |          |
| 14[1]    | Adrian Sutil       | Force India-Mercedes | 1:16.220   | 1:15.467 |          |
| 15       | Pedro de la Rosa   | Sauber-Ferrari       | 1:16.450   | 1:15.550 |          |
| 16       | Jaime Alguersuari  | Toro Rosso-Ferrari   | 1:16.664   | 1:15.588 |          |
| 17       | Sébastien Buemi    | Toro Rosso-Ferrari   | 1:16.029   | 1:15.974 |          |
| 18       | Jarno Trulli       | Lotus-Cosworth       | 1:17.583   |          |          |
| 19       | Heikki Kovalainen  | Lotus-Cosworth       | 1:18.300   |          |          |
| 20[2]    | Timo Glock         | Virgin-Cosworth      | 1:18.343   |          |          |
| 21       | Bruno Senna        | HRT-Cosworth         | 1:18.592   |          |          |
| 22       | Vitantonio Liuzzi  | Force India-Mercedes | 1:18.952   |          |          |
| 23       | Jamamoto Szakon    | HRT-Cosworth         | 1:19.844   |          |          |
| 24[1]    | Lucas di Grassi    | Virgin-Cosworth      | idő nélkül |          |          |

Megjegyzés:
- ↑ 1:  — Adrian Sutil és Lucas di Grassi öthelyes rajtbüntetést kapott váltócsere miatt.
- ↑ 2:  — Timo Glock váltócsere és új váltó áttétel alkalmazása miatt tízhelyes rajtbüntetést kapott.

## Futam
A német nagydíj futama július 25-én, vasárnap, közép-európai idő szerint 14:00 órakor kezdődött.
| Helyezés | Rajtszám | Versenyző          | Csapat/Motor         | Futott kör | Idő/Kiesés oka | Rajthely | Pont |
| -------- | -------- | ------------------ | -------------------- | ---------- | -------------- | -------- | ---- |
| 1        | 8        | Fernando Alonso    | Ferrari              | 67         | 1:27.38.864    | 2        | 25   |
| 2        | 7        | Felipe Massa       | Ferrari              | 67         | +4.196         | 3        | 18   |
| 3        | 5        | Sebastian Vettel   | Red Bull-Renault     | 67         | +5.121         | 1        | 15   |
| 4        | 2        | Lewis Hamilton     | McLaren-Mercedes     | 67         | +26.896        | 6        | 12   |
| 5        | 1        | Jenson Button      | McLaren-Mercedes     | 67         | +29.482        | 5        | 10   |
| 6        | 6        | Mark Webber        | Red Bull-Renault     | 67         | +43.606        | 4        | 8    |
| 7        | 11       | Robert Kubica      | Renault              | 66         | +1 kör         | 7        | 6    |
| 8        | 4        | Nico Rosberg       | Mercedes             | 66         | +1 kör         | 9        | 4    |
| 9        | 3        | Michael Schumacher | Mercedes             | 66         | +1 kör         | 11       | 2    |
| 10       | 12       | Vitalij Petrov     | Renault              | 66         | +1 kör         | 13       | 1    |
| 11       | 23       | Kobajasi Kamui     | Sauber-Ferrari       | 66         | +1 kör         | 12       |      |
| 12       | 9        | Rubens Barrichello | Williams-Cosworth    | 66         | +1 kör         | 8        |      |
| 13       | 10       | Nico Hülkenberg    | Williams-Cosworth    | 66         | +1 kör         | 10       |      |
| 14       | 22       | Pedro de la Rosa   | Sauber-Ferrari       | 66         | +1 kör         | 14       |      |
| 15       | 17       | Jaime Alguersuari  | Toro Rosso-Ferrari   | 66         | +1 kör         | 15       |      |
| 16       | 15       | Vitantonio Liuzzi  | Force India-Mercedes | 65         | +2 kör         | 21       |      |
| 17       | 14       | Adrian Sutil       | Force India-Mercedes | 65         | +2 kör         | 19       |      |
| 18       | 24       | Timo Glock         | Virgin-Cosworth      | 64         | +3 kör         | 23       |      |
| 19       | 21       | Bruno Senna        | HRT-Cosworth         | 63         | +3 kör         | 20       |      |
| ki       | 19       | Heikki Kovalainen  | Lotus-Cosworth       | 56         | baleset        | 18       |      |
| ki       | 25       | Lucas di Grassi    | Virgin-Cosworth      | 50         | felfüggesztés  | 24       |      |
| ki       | 20       | Jamamoto Szakon    | HRT-Cosworth         | 19         | erőforrás      | 22       |      |
| ki       | 18       | Jarno Trulli       | Lotus-Cosworth       | 3          | sebességváltó  | 17       |      |
| ki       | 16       | Sébastien Buemi    | Toro Rosso-Ferrari   | 1          | baleset        | 16       |      |

## A világbajnokság élmezőnyének állása a verseny után
| H   | Versenyzők         | Pont | H   | Konstruktőrök        | Pont |
| --- | ------------------ | ---- | --- | -------------------- | ---- |
| 1.  | Lewis Hamilton     | 157  | 1.  | McLaren-Mercedes     | 300  |
| 2.  | Jenson Button      | 143  | 2.  | Red Bull-Renault     | 272  |
| 3.  | Mark Webber        | 136  | 3.  | Ferrari              | 208  |
| 4.  | Sebastian Vettel   | 136  | 4.  | Mercedes             | 132  |
| 5.  | Fernando Alonso    | 123  | 5.  | Renault              | 96   |
| 6.  | Nico Rosberg       | 94   | 6.  | Force India-Mercedes | 47   |
| 7.  | Robert Kubica      | 89   | 7.  | Williams-Cosworth    | 31   |
| 8.  | Felipe Massa       | 85   | 8.  | Sauber-Ferrari       | 15   |
| 9.  | Michael Schumacher | 38   | 9.  | Toro Rosso-Ferrari   | 10   |
| 10. | Adrian Sutil       | 35   | 10. | Lotus-Cosworth       | 0    |

(A teljes táblázat)

## Statisztikák
Vezető helyen:
- Felipe Massa: 40 (1-14 / 23-48)
- Jenson Button: 8 (15-22)
- Fernando Alonso: 19 (49-67)

Fernando Alonso 23. győzelme, Sebastian Vettel 11. pole-pozíciója, 5. leggyorsabb köre.
- Ferrari 212. győzelme.